# Thematischer Konstruktivismus
Der thematische Konstruktivismus ist ein künstlerisches Stilmittel, das auf eine konstruktivistische Komposition aufbaut, d. h. auf eine grafische Grundordnung mit Flächen und Farben. Thematisch ausgefüllt werden diese Flächen gemäß ihrer Bedeutung in der Gesamtkomposition mit bedeutungstragenden Materialien, Zeichnungen, Collagen oder sonstigen Inhalten. Dabei entsteht durch die Wechselbeziehungen der Flächen eine Gesamtaussage.
Der thematische Konstruktivismus ist dem kategorischen Denkprozess nachempfunden und stellt dessen geordnete Strukturen und Pfade visuell mittels Flächen, Linien, Farben und somit auch Blickführung dar.